# تجرق (عجب‌شیر)
تجرق یکی از روستاهای استان آذربایجان شرقی است که در دهستان دیزجرود شرقی بخش قلعه‌چای شهرستان عجب‌شیر واقع شده‌است. جمعیت این روستا بر پایهٔ نتایج سرشماری عمومی نفوس و مسکن سال ۱۳۸۵ خورشیدی، برابر با ۶۲۳ نفر بوده‌است.

## پیشه
مردان این روستا به کارهای کشاورزی و دامی و زنان آن به فرش بافی و بسته‌بندی محصولات کشاورزی و دامی مشغولند. محصولات تجرق عبارت است از: گردو، بادام، فندق، زردآلو، انگور، سیب، سیب زمینی و عسل.

### گردشگری
قلعهٔ زهاک، کوه کاکوتی، درهٔ آدام اولن و روی هم رفته طبیعت سرسبز روستا در هنگام نوروز سالانه گردشگران بسیاری را به سوی خود فرا می‌خواند. از دیگر بناهای تاریخی این منطقه می‌توان به قلعهٔ کهن دژد تجرق در همسایگی قلعه زهاک در قسمت غربی روستای ینگجه اشاره کرد. همچنین مزرعه‌های گندم در دل کوه از دیگر زیبایی‌های گردشگری این منطقه است.